# 和硕和顺公主

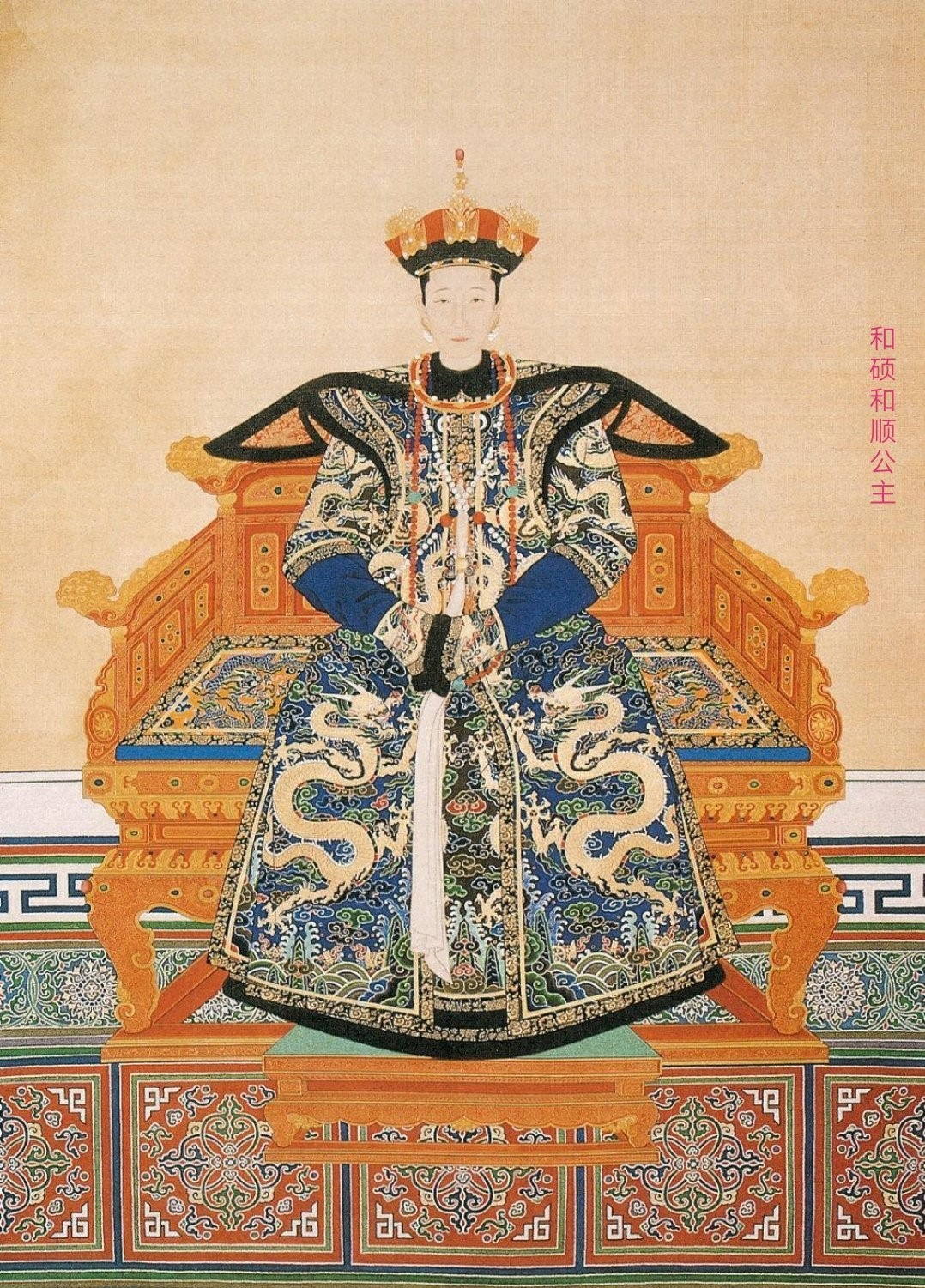
和硕和顺公主

和硕和顺公主（1648年—1691年），顺治帝兄長和碩承澤裕親王硕塞之次女，皇太極和福晉葉赫那拉氏之孫女。

## 生平
顺治五年八月二十二日出生，生母為護軍參領飛揚古之女嫡福晋纳喇氏。順治三年，碩塞續娶博爾濟吉特氏達責之女為繼福晉，其母那拉氏應在此前已故。碩色次女自幼抚养宫中，成為顺治帝的养女。顺治十七年（1660年）封為和硕公主，下嫁平南王尚可喜之子尚之隆，後被加封為和硕和顺公主。康熙三十年（1691年）十一月底去世，享年四十四歲。康熙帝于該年十二月初八日遣官致祭。

## 畫像
民国年间刊印的《尚氏宗谱》，家谱前页收有尚氏各房先人画像若干幅，其中一页收有清朝和硕和顺公主的畫像。該畫像已在“1999春季拍卖会·中国书画（古代）”中被拍賣，下落不明。